# Mina Sato
Mina Sato (jap. 佐藤水菜 Sato Mina; ur. 7 grudnia 1998 w Chigasaki) − japońska kolarka torowa, dwukrotna medalistka mistrzostw świata.

## Kariera
Pierwszy medal w karierze zdobyła w 2020 roku, kiedy zajęła drugie miejsce w wyścigu na 500 m na mistrzostwach Japonii. Podczas rozgrywanych rok później mistrzostw świata w Roubaix wywalczyła srebrny medal w keirinie. W zawodach tych rozdzieliła Niemką Leę Friedrich i Rosjankę Janę Tyszczenko. Wynik ten powtórzyła na mistrzostwach świata w Yvelines w 2022 roku, tym razem plasując się między Friedrich i Steffie van der Peet z Holandii. W 2022 roku została również czterokrotną mistrzynią Japonii: w keirinie, wyścigu na 500 m, sprincie indywidualnym i sprincie drużynowym.